# Giovanni Delfino (bispo de Brescia)
Giovanni Delfino (30 de maio de 1529 – 1 de maio de 1584) foi um prelado católico romano que serviu como bispo de Bréscia (1579-1584), Núncio Apostólico do Imperador (1571-1577) e bispo de Torcello (1563-1579).

## Biografia
Giovanni Delfino nasceu em Veneza, na Itália, a 30 de maio de 1529. No dia 3 de janeiro de 1563, foi nomeado bispo de Torcello. A 29 de maio de 1571, foi nomeado durante o papado de Pio V como Núncio Apostólico do Imperador, cargo que ocupou até dezembro de 1577. A 26 de agosto de 1579, foi nomeado bispo de Bréscia durante o papado de Gregório XIII, onde serviu como bispo até à sua morte a 1 de maio de 1584 em Bréscia, na Itália.
Enquanto bispo, foi o principal consagrador de Lambert Gruter, bispo de Wiener Neustadt (1574) e o principal co-consagrador de Tommaso Sperandio Corbelli, bispo de Trogir (1567).